# 懿姬
景德镇懿姬瓷文化发展有限公司（简称懿姬），创办人为侯玉，成立于2007年8月8日。懿姬是香港长城创域集团的全资附属公司，位於瓷都江西景德镇，是集设计、研发、生产、销售于一体的的公司，業務以陶瓷首饰、饰品、艺术品及礼品瓷为主，所生产的产品銷售於欧、美、中东等国家。

## 产品
該公司品牌为瓷魔法CHINACHARMS。产品糅合珠宝设计时尚流行元素、国际先进制瓷技术和中国陶瓷文化传统工艺。主要产品——陶瓷首饰、艺术品及礼品瓷，是一种以瓷土为原材料的时尚饰品，辅之最新的生产工艺及色彩釉料，以时尚演绎魅力为主题，受到都市时尚人士的青睐。产品包括项链、手链、手镯、臂环、脚链、腰带、耳环、戒指以及服装高档配饰和办公家居摆设艺术品。重视每个生产工艺细节、原材料的质量、色釉的光洁度等，并不断地尝试新的工艺技术，使陶瓷首饰的胎质美、釉色美高度统一。亦巧妙地利用其他材料如玉石、钻石、半宝石、水晶、玛瑙、金属等材料配搭陶瓷组件，寻求跨材料的相互辉映，更能衬托陶瓷首饰和工艺的特色。

## 企业精神
“以创新激活传统，以文化滋养创作”